# Adriafer
Adriafer è un'impresa ferroviaria italiana che fa capo al porto di Trieste ed è stata nominata, dall'Autorità di sistema portuale del Mare Adriatico orientale, gestore unico della manovra ferroviaria nel comprensorio portuale.

## Settori di attività
L'impresa opera su concessione dell'Autorità Portuale di Trieste curando in regime di esclusiva la manovra ferroviaria all'interno dell'intero comprensorio portuale di Trieste in collaborazione con i terminalisti.
Pur disponendo di una licenza come operatore ferroviario, al 2015 non è stato richiesto il relativo certificato di sicurezza per poter operare servizi di trazione sul territorio nazionale e soprattutto completare il processo di manovra al di fuori del territorio portuale evitando così perditempi e relative criticità.
La manovra avviene anche in orario notturno, consentendo di soddisfare al meglio le esigenze delle imprese di trasporto fra le quali si distingue la turca Ekol, acquisita nel 2025 dal gruppo DFDS che opera un servizio di trasporto intermodale fra la Turchia e il centro Europa.
Nel 2016 alle manovre tradizionali si è affiancato un servizio passeggeri con rotabili dedicati rivolto alla clientela turistica e svolto all'interno del porto di Trieste.

## Storia
Adriafer viene fondata nel 2002 dall’Autorità Portuale di Trieste con l’obbiettivo di consolidare e dare slancio alla vocazione ferroviaria del suo porto. La società inizia l’attività di manovra ferroviaria nel 2004 nella sola area portuale. L’intervento di Adriafer favorisce, nel corso degli anni, i traffici portuali e al contempo supporta il lavoro di Trenitalia e dei terminali, offrendo un servizio di valore aggiunto. Presto la società cresce, arrivando l’11 gennaio 2016 a movimentare la totalità dei convogli in partenza e in arrivo dai Terminal Portuali, in particolare nei moli Quinto, Sesto e Settimo, che insieme rappresentano l’80% del flusso di merci che interessano il comprensorio triestino. L’area delle attività di manovra si espande al di fuori dell’ambito portuale nel corso di pochi mesi, fino a operare in scali ferroviari limitrofi come i Depositi costieri triestini (DCT), il Raccordo Siderurgica Triestina e l’Interporto di Trieste.
Il 2017 segna l’inizio del servizio di linea: dopo aver ottenuto il Certificato di Sicurezza e la licenza per operare come Impresa Ferroviaria su alcune tratte, Adriafer può movimentare i primi treni con trazione diesel. Nel 2018 arriva la nomina della società da parte dell’AdSP come gestore unico della manovra ferroviaria in Porto, che porta un’importante riduzione di tempi e tariffe nelle operazioni ferroviarie. L’anno successivo vede un altro importante traguardo per la società: l’ottenimento del certificato di sicurezza Unico, che permette ad Adriafer di operare in linea sull’intera infrastruttura ferroviaria nazionale gestita da RFI.

## Dati societari
Adriafer ha ottenuto in data 3 febbraio 2014 la licenza di impresa ferroviaria merci numero 65 dal Ministero delle Infrastrutture e dei Trasporti e il certificato di sicurezza unico.
La società dal 2020 è amministrata da un consiglio di amministrazione ed è dotata da un organico composto da 127 unità, 

### Materiale di trazione
Per i servizi di manovra e di linea l'azienda dispone di due locotrattori Diesel Zephir Lok 10170, di cinque locomotive Diesel di costruzione Henschel del tipo DHG 700, di un Krauss Maffei GmbH V100, di due E191 Siemens Mobility GmbH Vectron X4 e due E193 Siemens Mobility GmbH Vectron X4.